# Teorias de Raul
Teorias de Raul é o vigésimo álbum de estúdio da dupla sertaneja brasileira Zezé Di Camargo & Luciano, lançado em 2014, contendo 15 faixas inéditas e 1 faixa bônus. Quatro músicas são de autoria de Zezé: "Amor Que Alimenta", "Quando Fica Sem Noção", "Cumplicidade" e "Assim Será o Nosso Amor", todas em parceria com Danimar. Outra surpresa está na versão da dupla para o hit "I Can See Clearly Now", de Jimmy Cliff. Outras canções de destaque do disco, além das já citadas anteriormente, são "Amor Que Alimenta", "Flores em Vida" e "Seca Verde", que canta as angústias e maravilhas do Rio São Francisco, o Velho Chico. A parceria com Gusttavo Lima está estampada em duas faixas: "Se For Pra Judiar", cuja letra é assinada por ele, e "Do Outro Lado da Moeda", que tem de fato sua voz e surge aqui como um bônus. Música esta já gravada, originalmente, para o álbum Do Outro Lado da Moeda, de Gusttavo. O grupo Roupa Nova foi convidado pelos irmãos e participou da faixa "Depende".

## Faixas
| N.º            | Título                                                        | Compositor(es)                                                      | Duração |  |
| 1.             | "Flores em Vida"                                              | Alberto Araújo / Felipe Duran                                       | 3:33    |  |
| 2.             | "Se For Pra Judiar"                                           | Gusttavo Lima                                                       | 3:46    |  |
| 3.             | "Teorias de Raul (Letal)"                                     | César Augusto / Claudio Noam                                        | 3:59    |  |
| 4.             | "Nada é Igual (I Can See Clearly Now)"                        | Johnny Nash (versão: César Augusto)                                 | 3:31    |  |
| 5.             | "Amor Que Alimenta"                                           | Zezé Di Camargo / Danimar                                           | 4:19    |  |
| 6.             | "Coisas do Amor (When You're Gone)"                           | Bryan Adams / Eliot Kennedy (versão: Carlos Pinheiro / Jader Fran ) | 3:17    |  |
| 7.             | "Eu Vivo Pra Te Amar"                                         | César Lemos                                                         | 3:04    |  |
| 8.             | "Depende" (part. Roupa Nova)                                  | Alvaro Socci / Leo Guima                                            | 3:58    |  |
| 9.             | "Pelas Mãos de Deus"                                          | Alex Torricelli / Jonathan Felix / Nando Barbosa                    | 3:25    |  |
| 10.            | "Seca Verde"                                                  | Dedé Badaró                                                         | 4:11    |  |
| 11.            | "Pedaços de Fotografia"                                       | Maracaí / Carlos Santana                                            | 3:25    |  |
| 12.            | "Assim Será o Nosso Amor"                                     | Zezé Di Camargo / Danimar                                           | 3:38    |  |
| 13.            | "Cumplicidade"                                                | Zezé Di Camargo / Danimar                                           | 3:59    |  |
| 14.            | "Quando Fica Sem Noção"                                       | Zezé Di Camargo / Danimar                                           | 3:37    |  |
| 15.            | "Para"                                                        | Joelson de Castro / Vinícius Leão                                   | 2:47    |  |
| 16.            | "Do Outro Lado da Moeda" (part. Gusttavo Lima) (Faixa bônus)) | Ivan Medeiros / Júlio Martins / Nildomar Dantas                     | 4:01    |  |
| Duração total: | Duração total:                                                | Duração total:                                                      | 58:24   |  |

## Certificações
| Brasil                                    | Platina | 2014 | 100.000* |
| *número de vendas baseado na certificação |         |      |          |